# Hessisch Oldendorf

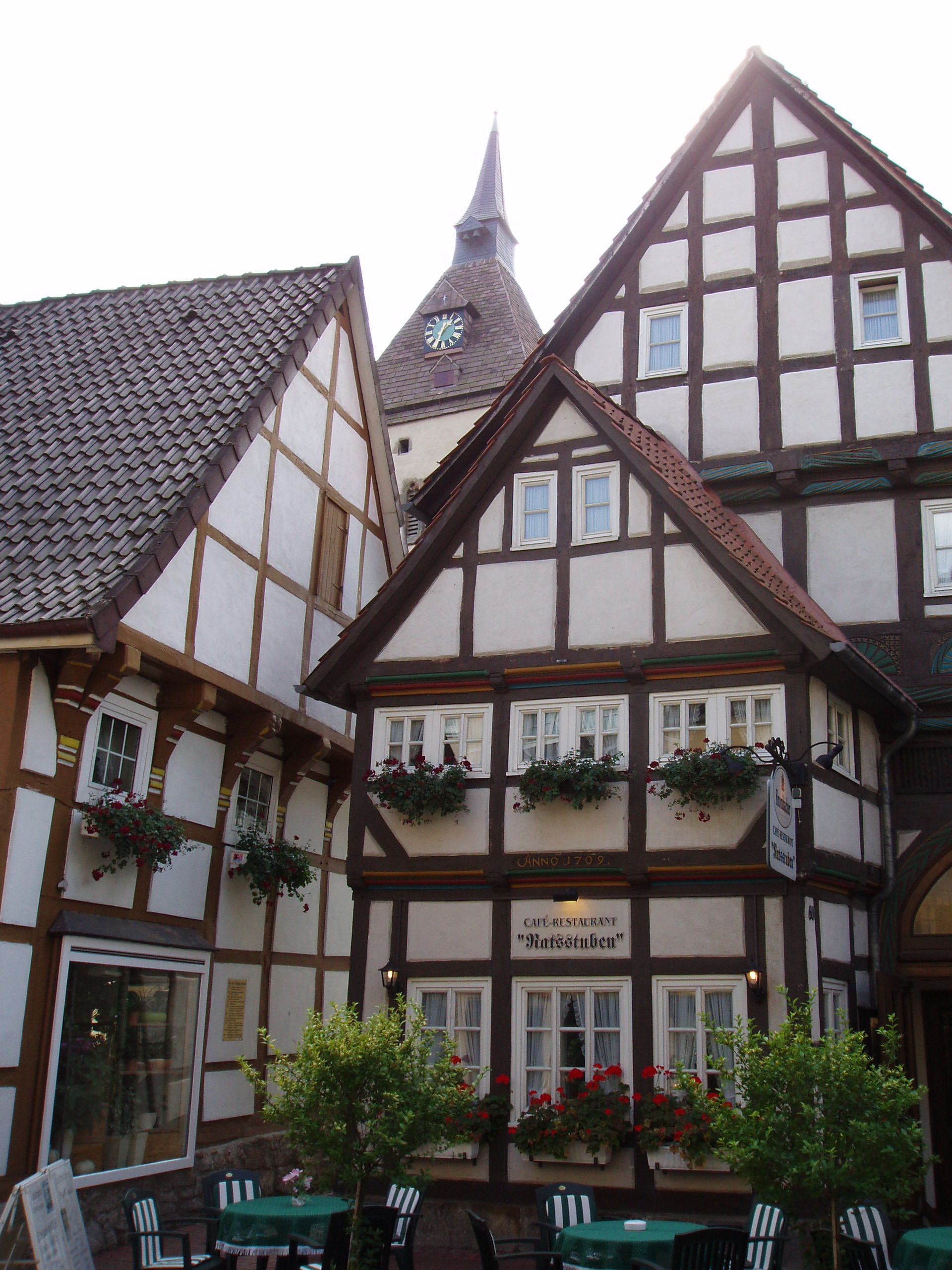
Korsvirkeshus i Hessisch Oldendorf (2006).

Hessisch Oldendorf, före 1905 Oldendorf, är en stad som ligger i Landkreis Hameln-Pyrmont i delstaten Niedersachsen i Tyskland, fyrtio kilometer sydväst om Hannover och har cirka 19 000 invånare.
Staden är känd för slaget vid Oldendorf 1633. Namnbytet till Hessisch Oldendorf skedde 1905 för att minska risken för förväxling avseende postförsändelser och järnvägstrafik. Vid detta tillfälle hörde staden till den preussiska provinsen Hessen-Nassau.

## Administrativ indelning
- Hessisch Oldendorf – tidigare Stadtgebiet/Kernstadt
- Großenwieden – Großenwieden och Kleinenwieden
- Rohdental – Rohden, Segelhorst och Welsede
- Hohenstein – Barksen, Krückeberg, Langenfeld, Wickbolsen och Zersen
- Süntel – Bensen, Haddessen, Höfingen och Pötzen
- Fischbeck – med Stift Fischbeck och Weibeck
- Sonnental – Friedrichsburg, Friedrichshagen, Fuhlen, Heßlingen, Rumbeck
- Hemeringen/Lachem – Hemeringen och Lachem